# Radovan Gobec
Radovan Gobec, slovenski skladatelj, dirigent in zborovodja, * 1. junij 1909, Podgrad pri Ilirski Bistrici, † 14. april 1995, Ljubljana, Slovenija.

## Življenjepis
Svojo mladost je kot primorski begunec pred fašističnim terorjem preživel na Štajerskem. Na mariborskem učiteljišču se je glasbeno izobraževal pri H. Druzoviču in E. Beranu. Kmalu je tudi sam pričel s poučevanjem glasbe. Poročil se je s Sonjo Elschbacher (njena mati je bila Aneta Kukec, hči znanega pivovarja Simona Kukca). Ob začetku druge svetovne vojne je pričel delovati ilegalno, zelo zgodaj pa je postal aktivni partizanski borec in prišel na osvobojeno ozemlje v Belo krajino. Tu je deloval v kulturni četi kot glasbenik, skladatelj in zborovodja. Mnogo partizanskih pesmi je nastalo kot plod njegovega glasbenega ustvarjanja. Po osvoboditvi je nadaljeval sistematično delo na glasbeni akademiji v Ljubljani. Od leta 1946 do 1957 je bil dirigent APZ Tone Tomšič.
Študij dirigiranja in kompozicije je na Akademiji za glasbo v Ljubljani končal leta 1951. Leta 1953 je prevzel tudi vodenje Partizanskega pevskega zbora. Z obema zboroma je imel veliko nastopov doma in v tujini. Postal je predstojnik oddelka za glasbo Višje pedagoške šole v Ljubljani, kasneje povišane v Pedagoško akademijo in končno v Pedagoško fakulteto. 
Gobec je avtor številnih vokalnih partizanskih pesmi in pesmi za otroke. 

## Delo
Operete
- Beg iz harema (1928)
- Hmeljska princesa (1930)
- Planinska roža (1937)
- Habakuk (1938)

Spevoigra
- Kresniček (1928)

Operi
- Tremerski dukat (1934, 1959)
- Kri v plamenih (1969)

Kantate
- Bohor je vstal,
- Pesem o svobodi,
- Hej partizan,
- Pesem dela,
- Osvoboditeljem,
- Svobodna zemlja,
- Dobro srečo, domovina,
- Poslednja rožica,
- Splavarji na ognjeni reki,

Orkestralna dela
- Slovenska suita
- Mladinska simfonija

Napisal je še mnoga druga dela, skupno več kot tisoč glasbenih del, večino za različne pevske zbore.